# Supercopa de España de Fútbol 2003
La Supercopa de España de 2003 fue la XX edición del torneo, correspondiente a la temporada 2003-04. Se disputó a doble partido en España entre los días 24 y 27 de agosto. Enfrentó al campeón de la Primera División 2002-03, el Real Madrid, y el campeón de la Copa del Rey 2002-03, el Mallorca
El Real Madrid se adjudicó el título por séptima vez en su historia tras vencer en el computo global por 4:2.
| Bandera de las Islas Baleares | 2 - 4 | Bandera de la Comunidad de Madrid |
| R. C. D. Mallorca 2 0         | 2 - 4 | Real Madrid C. F. 1 3             |
| ----------------------------- | ----- | --------------------------------- |

## Supercopa de 2003
| Real Madrid C. F. |  | Bandera de la Comunidad de Madrid |  | Campeón de la Primera División de España (2002/03) |
| R. C. D. Mallorca |  | Bandera de las Islas Baleares     |  | Campeón de la Copa del Rey (2002/03)               |

### Ida
| 25         | POR        | Leo Franco         |     |
| 2          | DEF        | Alejandro Campano  | 64' |
| 5          | DEF        | Fernando Niño      |     |
| 8          | DEF        | David Cortés       |     |
| 16         | DEF        | Poli Fernández     |     |
| 20         | MED        | Miguel Ángel Nadal |     |
| 10         | MED        | Ariel Ibagaza      |     |
| 28         | MED        | Toni González      | 60' |
| 17         | DEL        | Arnold Bruggink    | 79' |
| 18         | DEL        | Marcos Martín      |     |
| 9          | DEL        | Samuel Eto'o       |     |
| Entrenador | Entrenador | Jaime Pacheco      |     |

| 1          | POR        | Iker Casillas     |     |
| 2          | DEF        | Míchel Salgado    |     |
| 3          | DEF        | Roberto Carlos    |     |
| 6          | DEF        | Iván Helguera     |     |
| 22         | DEF        | Paco Pavón        | 54' |
| 19         | MED        | Esteban Cambiasso | 75' |
| 5          | MED        | Zinedine Zidane   |     |
| 23         | MED        | David Beckham     | 54' |
| 10         | MED        | Luís Figo         |     |
| 7          | DEL        | Raúl González     |     |
| 9          | DEL        | Ronaldo           |     |
| Entrenador | Entrenador | Carlos Queiroz    |     |

| 3  | MED | Txomin Nagore   | 60' |
| 11 | MED | Jovan Stanković | 64' |
| 19 | DEL | Jesús Perera    | 79' |

| 15 | DEF | Raúl Bravo      | 54' |
| 24 | MED | Claude Makélélé | 54' |
| 14 | MED | Guti            | 75' |

|  | 45+1' | Arnold Bruggink | 1-1 |
|  | 48'   | Samuel Eto'o    | 2-1 |

|  | 18' | Luís Figo | 0-1 |

|  | 52' | Poli Fernández |

|  | 18' | Ronaldo         |
|  | 34' | Paco Pavón      |
|  | 70' | Zinedine Zidane |

| Árbitro: | Alfonso Pérez Burrull |

| 25         | POR        | Leo Franco         |     |
| 2          | DEF        | Alejandro Campano  | 64' |
| 5          | DEF        | Fernando Niño      |     |
| 8          | DEF        | David Cortés       |     |
| 16         | DEF        | Poli Fernández     |     |
| 20         | MED        | Miguel Ángel Nadal |     |
| 10         | MED        | Ariel Ibagaza      |     |
| 28         | MED        | Toni González      | 60' |
| 17         | DEL        | Arnold Bruggink    | 79' |
| 18         | DEL        | Marcos Martín      |     |
| 9          | DEL        | Samuel Eto'o       |     |
| Entrenador | Entrenador | Jaime Pacheco      |     |

| 1          | POR        | Iker Casillas     |     |
| 2          | DEF        | Míchel Salgado    |     |
| 3          | DEF        | Roberto Carlos    |     |
| 6          | DEF        | Iván Helguera     |     |
| 22         | DEF        | Paco Pavón        | 54' |
| 19         | MED        | Esteban Cambiasso | 75' |
| 5          | MED        | Zinedine Zidane   |     |
| 23         | MED        | David Beckham     | 54' |
| 10         | MED        | Luís Figo         |     |
| 7          | DEL        | Raúl González     |     |
| 9          | DEL        | Ronaldo           |     |
| Entrenador | Entrenador | Carlos Queiroz    |     |

| 3  | MED | Txomin Nagore   | 60' |
| 11 | MED | Jovan Stanković | 64' |
| 19 | DEL | Jesús Perera    | 79' |

| 15 | DEF | Raúl Bravo      | 54' |
| 24 | MED | Claude Makélélé | 54' |
| 14 | MED | Guti            | 75' |

|  | 45+1' | Arnold Bruggink | 1-1 |
|  | 48'   | Samuel Eto'o    | 2-1 |

|  | 18' | Luís Figo | 0-1 |

|  | 52' | Poli Fernández |

|  | 18' | Ronaldo         |
|  | 34' | Paco Pavón      |
|  | 70' | Zinedine Zidane |

| Árbitro: | Alfonso Pérez Burrull |

### Vuelta
| 1          | POR        | Iker Casillas     |     |
| 2          | DEF        | Míchel Salgado    |     |
| 3          | DEF        | Roberto Carlos    |     |
| 6          | DEF        | Iván Helguera     |     |
| 15         | DEF        | Raúl Bravo        |     |
| 19         | MED        | Esteban Cambiasso |     |
| 5          | MED        | Zinedine Zidane   |     |
| 23         | MED        | David Beckham     |     |
| 10         | MED        | Luís Figo         | 89' |
| 7          | DEL        | Raúl González     | 70' |
| 9          | DEL        | Ronaldo           |     |
| Entrenador | Entrenador | Carlos Queiroz    |     |

| 25         | POR        | Leo Franco         |     |
| 2          | DEF        | Alejandro Campano  | 56' |
| 5          | DEF        | Fernando Niño      | 75' |
| 8          | DEF        | David Cortés       |     |
| 16         | DEF        | Poli Fernández     |     |
| 20         | MED        | Miguel Ángel Nadal |     |
| 10         | MED        | Ariel Ibagaza      |     |
| 28         | MED        | Toni González      |     |
| 17         | DEL        | Arnold Bruggink    |     |
| 18         | DEL        | Marcos Martín      | 85' |
| 9          | DEL        | Samuel Eto'o       |     |
| Entrenador | Entrenador | Jaime Pacheco      |     |

| 14 | MED | Guti            | 70' | 86' |
| 11 | DEL | Javier Portillo | 86' |     |
| 21 | MED | Santiago Solari | 89' |     |

| 19 | DEL | Jesús Perera    | 56' |
| 11 | MED | Jovan Stanković | 75' |
| 3  | MED | Txomin Nagore   | 85' |

|  | 44' | Raúl González | 1-0 |
|  | 52' | Ronaldo       | 2-0 |
|  | 73' | David Beckham | 3-0 |

|  | 12' | Ariel Ibagaza |
|  | 39' | Fernando Niño |
|  | 45' | Samuel Eto'o  |

| Árbitro:             | Luis Medina Cantalejo        |
| Árbitros asistentes: | Victoriano Giráldez Carrasco |
| Árbitros asistentes: | Jesús Calvo Guadamuro        |
| Cuarto árbitro:      | Moisés Álvarez García        |

| 1          | POR        | Iker Casillas     |     |
| 2          | DEF        | Míchel Salgado    |     |
| 3          | DEF        | Roberto Carlos    |     |
| 6          | DEF        | Iván Helguera     |     |
| 15         | DEF        | Raúl Bravo        |     |
| 19         | MED        | Esteban Cambiasso |     |
| 5          | MED        | Zinedine Zidane   |     |
| 23         | MED        | David Beckham     |     |
| 10         | MED        | Luís Figo         | 89' |
| 7          | DEL        | Raúl González     | 70' |
| 9          | DEL        | Ronaldo           |     |
| Entrenador | Entrenador | Carlos Queiroz    |     |

| 25         | POR        | Leo Franco         |     |
| 2          | DEF        | Alejandro Campano  | 56' |
| 5          | DEF        | Fernando Niño      | 75' |
| 8          | DEF        | David Cortés       |     |
| 16         | DEF        | Poli Fernández     |     |
| 20         | MED        | Miguel Ángel Nadal |     |
| 10         | MED        | Ariel Ibagaza      |     |
| 28         | MED        | Toni González      |     |
| 17         | DEL        | Arnold Bruggink    |     |
| 18         | DEL        | Marcos Martín      | 85' |
| 9          | DEL        | Samuel Eto'o       |     |
| Entrenador | Entrenador | Jaime Pacheco      |     |

| 14 | MED | Guti            | 70' | 86' |
| 11 | DEL | Javier Portillo | 86' |     |
| 21 | MED | Santiago Solari | 89' |     |

| 19 | DEL | Jesús Perera    | 56' |
| 11 | MED | Jovan Stanković | 75' |
| 3  | MED | Txomin Nagore   | 85' |

|  | 44' | Raúl González | 1-0 |
|  | 52' | Ronaldo       | 2-0 |
|  | 73' | David Beckham | 3-0 |

|  | 12' | Ariel Ibagaza |
|  | 39' | Fernando Niño |
|  | 45' | Samuel Eto'o  |

| Árbitro:             | Luis Medina Cantalejo        |
| Árbitros asistentes: | Victoriano Giráldez Carrasco |
| Árbitros asistentes: | Jesús Calvo Guadamuro        |
| Cuarto árbitro:      | Moisés Álvarez García        |

| Campeón Supercopa de España 2003 |
| -------------------------------- |
| Real Madrid C. F. 7° Título      |

| Predecesor: Supercopa de España 2002 | Supercopa de España 2003 | Sucesor: Supercopa de España 2004 |